# Calamovilfa curtissii
Calamovilfa curtissii là một loài thực vật có hoa trong họ Hòa thảo. Loài này được (Vasey) Scribn. mô tả khoa học đầu tiên năm 1899.